# بارت گوردون
بارت گوردون (انگلیسی: Bart Gordon؛ زادهٔ ۲۴ ژانویهٔ ۱۹۴۹) سیاست‌مدار، و وکیل اهل ایالات متحده آمریکا است.